# Fußball-Club Bayern München 1984-1985
Questa voce raccoglie le informazioni riguardanti il Fußball-Club Bayern München nelle competizioni ufficiali della stagione 1984-1985.

## Stagione

Il portiere bavarese Jean-Marie Pfaff in uscita bassa sul romanista Conti nel vittorioso retour match dei quarti di Coppa delle Coppe 1984-1985.

Durante la stagione estiva di calciomercato Karl-Heinz Rummenigge viene ceduto all'Inter, mentre sul fronte degli acquisti si segnalano quelli di Lothar Matthäus e Roland Wohlfarth. In questa stagione il Bayern torna alla vittoria in Bundesliga dopo quattro anni, staccando il Werder Brema di quattro punti, ed offre anche una buona prova nella Coppa di Germania, raggiungendo la finale, persa per 2-1 contro il Bayer Uerdingen. A livello internazionale, i tedeschi partecipano alla Coppa delle Coppe, dove vengono fermati in semifinale dai futuri campioni dell'Everton, dopo avere eliminato durante il loro cammino anche la Roma.

## Maglie e sponsor
| Casa | Trasferta |  |

## Rosa
| N. |                      | Ruolo | Calciatore          |
| -- | -------------------- | ----- | ------------------- |
|    | Germania (bandiera)  | P     | Raimond Aumann      |
|    | Belgio (bandiera)    | P     | Jean-Marie Pfaff    |
|    | Germania (bandiera)  | D     | Klaus Augenthaler   |
|    | Germania (bandiera)  | D     | Bertram Beierlorzer |
|    | Germania (bandiera)  | D     | Norbert Eder        |
|    | Germania (bandiera)  | D     | Bernd Martin        |
|    | Germania (bandiera)  | D     | Hans Pflügler       |
|    | Germania (bandiera)  | D     | Holger Willmer      |
|    | Germania (bandiera)  | C     | Wolfgang Dremmler   |
|    | Germania (bandiera)  | C     | Bernd Dürnberger    |
|    | Germania (bandiera)  | C     | Wolfgang Grobe      |
|    | Danimarca (bandiera) | C     | Søren Lerby         |

| N. |                     | Ruolo | Calciatore           |
| -- | ------------------- | ----- | -------------------- |
|    | Germania (bandiera) | C     | Lothar Matthäus      |
|    | Germania (bandiera) | C     | Norbert Nachtweih    |
|    | Germania (bandiera) | C     | Manfred Schwabl      |
|    | Turchia (bandiera)  | C     | Uğur Tütüneker       |
|    | Germania (bandiera) | A     | Karl Del'Haye        |
|    | Germania (bandiera) | A     | Achim Förster        |
|    | Germania (bandiera) | A     | Hans-Werner Grünwald |
|    | Germania (bandiera) | A     | Dieter Hoeneß        |
|    | Germania (bandiera) | A     | Ludwig Kögl          |
|    | Germania (bandiera) | A     | Reinhold Mathy       |
|    | Germania (bandiera) | A     | Michael Rummenigge   |
|    | Germania (bandiera) | A     | Roland Wohlfarth     |

## Organigramma societario
Area direttiva
- Presidente:  Willi O. Hoffmann

Area tecnica
- Allenatore: Udo Lattek
- Allenatore in seconda: Egon Coordes
- Preparatore dei portieri:
- Preparatori atletici:

## Calciomercato

### Sessione estiva
| Acquisti | Acquisti             | Acquisti                 | Acquisti |
| R.       | Nome                 | da                       | Modalità |
| -------- | -------------------- | ------------------------ | -------- |
| D        | Norbert Eder         | Norimberga               |          |
| A        | Achim Förster        | Bayern Monaco II         |          |
| A        | Hans-Werner Grünwald | Bayern Monaco II         |          |
| D        | Michael Hertwig      | Offenburger              |          |
| A        | Ludwig Kögl          | Monaco 1860              |          |
| C        | Lothar Matthäus      | Borussia M'gladbach      |          |
| C        | Manfred Schwabl      | Bayern Monaco (juniores) |          |
| D        | Holger Willmer       | Colonia                  |          |
| A        | Roland Wohlfarth     | Duisburg                 |          |

| Cessioni | Cessioni              | Cessioni         | Cessioni |
| R.       | Nome                  | a                | Modalità |
| -------- | --------------------- | ---------------- | -------- |
| A        | Stefan Dinauer        | Blau-Weiß Berlin |          |
| C        | Hans Dorfner          | Norimberga       |          |
| C        | Wolfgang Kraus        | Zurigo           |          |
| D        | Reiner Maurer         | Stoccarda        |          |
| A        | Hans Meisel           | Friburgo         |          |
| A        | Karl-Heinz Rummenigge | Inter            |          |

### Sessione invernale
| Acquisti | Acquisti | Acquisti | Acquisti |
| R.       | Nome     | da       | Modalità |
| -------- | -------- | -------- | -------- |

| Cessioni | Cessioni        | Cessioni  | Cessioni |
| R.       | Nome            | a         | Modalità |
| -------- | --------------- | --------- | -------- |
| D        | Michael Hertwig | Karlsruhe |          |

## Risultati

### Bundesliga

#### Girone di andata
| Arbitro: | Gabor |

|           |           |                                         |
| Reich 56’ | Marcatori | 17’ Dremmler 67’ Nachtweih 81’ Matthäus |

| Arbitro: | Uhlig |

|                                    |           |                         |
| Rummenigge 15’ Lerby 39’, 53’, 87’ | Marcatori | 43’ Pezzey 61’ Neubarth |

| Arbitro: | Roth |

|            |           |                                      |
| Herget 10’ | Marcatori | 44’ Wohlfarth 76’ Lerby 88’ Matthäus |

| Arbitro: | Osmers |

|              |           |  |
| Matthäus 61’ | Marcatori |  |

| Arbitro: | Barnick |

|                              |           |  |
| Rummenigge 75’ Wohlfarth 90’ | Marcatori |  |

| Arbitro: | Pauly |

|              |           |                                           |
| Ohlicher 68’ | Marcatori | 37’ Pflügler 44’ Dürnberger 90’ Wohlfarth |

| Arbitro: | Dellwing |

|                |           |                          |
| Dürnberger 62’ | Marcatori | 67’ Schlindwein 75’ Heck |

| Arbitro: | Niebergall |

|  |           |                               |
|  | Marcatori | 68’ (aut.) Zewe 77’ Wohlfarth |

| Arbitro: | Schütte |

|                                               |           |                        |
| Wohlfarth 9’, 43’ Rummenigge 39’ Matthäus 82’ | Marcatori | 48’ Berthold 86’ Kroth |

| Arbitro: | Heitmann |

|           |           |                 |
| Dietz 79’ | Marcatori | 31’ Augenthaler |

| Arbitro: | Hontheim |

|               |           |                |
| Wohlfarth 36’ | Marcatori | 87’ von Heesen |

| Arbitro: | Niebergall |

|                                    |           |                      |
| Mill 21’ Borowka 27’ Frontzeck 33’ | Marcatori | 24’ Mathy 87’ Hoeneß |

| Arbitro: | Zimmermann |

|                     |           |                            |
| Grobe 15’ Mathy 18’ | Marcatori | 6’ Oswald 24’ (rig.) Kuntz |

| Arbitro: | Föckler |

|                             |           |  |
| Giske 8’ Röber 64’ Waas 76’ | Marcatori |  |

| Arbitro: | Wuttke |

|                                                                   |           |                 |
| Mathy 10’, 30’ Matthäus 33’ Lerby 47’ (rig.), 70’ Augenthaler 85’ | Marcatori | 19’, 68’ Becker |

| Arbitro: | Osmers |

|  |           |              |
|  | Marcatori | 42’ Matthäus |

| Arbitro: | Matheis |

|                                    |           |  |
| Hoeneß 7’ Matthäus 45’ (rig.), 66’ | Marcatori |  |

#### Girone di ritorno
| Arbitro: | Umbach |

|                                      |           |                                        |
| Augenthaler 25’ Lerby 44’ Hoeneß 73’ | Marcatori | 31’ Dronia 60’ Borchers 68’ Rautiainen |

| Arbitro: | Ahlenfelder |

|                                                |           |                             |
| Völler 8’, 71’ Reinders 12’ (rig.) Hermann 48’ | Marcatori | 44’ Nachtweih 61’ Wohlfarth |

| Arbitro: | Horeis |

|                        |           |            |
| Willmer 34’ Hoeneß 72’ | Marcatori | 9’ Schäfer |

| Arbitro: | Gabor |

|                |           |                     |
| Anderbrügge 7’ | Marcatori | 15’ (rig.) Matthäus |

| Arbitro: | Theobald |

|  |           |                         |
|  | Marcatori | 28’ Hoeneß 89’ Matthäus |

| Arbitro: | Tritschler |

|                                         |           |                           |
| Lerby 53’ Mathy 73’ Matthäus 74’ (rig.) | Marcatori | 41’ Ohlicher 47’ Allgöwer |

| Ludwigshafen am Rhein 23 marzo 1985, ore 15:30 CET 24ª giornata | Waldhof Mannheim | 0 – 0 referto | Bayern Monaco | Südweststadion (39 500 spett.)\| Arbitro: \| Walz \| |
| Arbitro:                                                        | Walz             |               |               |                                                      |

| Arbitro: | Röthlisberger |

|                                                            |           |  |
| Lerby 20’, 83’ Mathy 22’ Augenthaler 50’, 73’ Matthäus 69’ | Marcatori |  |

| Arbitro: | Assenmacher |

|                           |           |                         |
| Berthold 49’ Tobollik 69’ | Marcatori | 80’ Rummenigge 85’ Eder |

| Arbitro: | Wiesel |

|                                         |           |  |
| Nachtweih 41’ Willmer 61’ Wohlfarth 78’ | Marcatori |  |

| Arbitro: | Pauly |

|                        |           |               |
| Plessers 5’ McGhee 21’ | Marcatori | 50’ Wohlfarth |

| Arbitro: | Roth |

|                                                 |           |  |
| Hoeneß 34’ Matthäus 48’ Wohlfarth 64’ Mathy 78’ | Marcatori |  |

| Arbitro: | Hontheim |

|               |           |              |
| Benatelli 70’ | Marcatori | 28’ Matthäus |

| Arbitro: | Niebergall |

|                      |           |          |
| Eder 43’ Willmer 58’ | Marcatori | 38’ Götz |

| Arbitro: | Kautschor |

|  |           |                                                |
|  | Marcatori | 40’ Matthäus 46’ Kögl 77’ Lerby 90’ Rummenigge |

| Arbitro: | Schütte |

|                                         |           |  |
| Matthäus 38’ Wohlfarth 51’ Pflügler 75’ | Marcatori |  |

| Arbitro: | Assenmacher |

|  |           |            |
|  | Marcatori | 49’ Hoeneß |

### Coppa di Germania
| Arbitro: | Risse |

|  |           |               |
|  | Marcatori | 10’ Wohlfarth |

| Arbitro: | Wahmann |

|  |           |                                                                                         |
|  | Marcatori | 28’, 67’ Rummenigge 31’ Augenthaler 44’ Hoeneß 52’ Lerby 56’, 58’ Nachtweih 85’ Willmer |

| Arbitro: | Ahlenfelder |

|            |           |  |
| Hoeneß 73’ | Marcatori |  |

| Arbitro: | Hontheim |

|         |           |                             |
| Cha 53’ | Marcatori | 4’, 40’ Wohlfarth 71’ Mathy |

| Arbitro: | Heitmann |

|                   |           |  |
| Lerby 101’ (rig.) | Marcatori |  |

| Arbitro: | Föckler |

|                        |           |           |
| Feilzer 9’ Schäfer 66’ | Marcatori | 8’ Hoeneß |

### Coppa delle Coppe
| Arbitro: | Czemarmazowicz |

|                                               |           |                |
| Pflügler 31’, 54’ Wohlfarth 69’ Nachtweih 77’ | Marcatori | 2’ Kollshaugen |

| Arbitro: | Ruokonen |

|                 |           |                              |
| Kollshaugen 87’ | Marcatori | 23’ Wohlfarth 48’ Rummenigge |

| Arbitro: | Lund-Sørensen |

|                                                      |           |              |
| Mladenov 8’ (aut.) Wohlfarth 20’, 76’ Rummenigge 71’ | Marcatori | 40’ Georgiev |

| Arbitro: | Casarin |

|                                 |           |  |
| Pašev 39’ Kostadinov 51’ (rig.) | Marcatori |  |

| Arbitro: | Courtney |

|                            |           |  |
| Augenthaler 44’ Hoeneß 77’ | Marcatori |  |

| Arbitro: | Christov |

|          |           |                              |
| Nela 79’ | Marcatori | 32’ (rig.) Matthäus 80’ Kögl |

| Monaco di Baviera 10 aprile 1985 Semifinale | Bayern Monaco | 0 – 0 referto | Everton | Stadio Olimpico (67 000 spett.)\| Arbitro: \| Bergamo \| |
| Arbitro:                                    | Bergamo       |               |         |                                                          |

| Arbitro: | Fredriksson |

|                               |           |            |
| Sharp 48’ Gray 73’ Steven 86’ | Marcatori | 38’ Hoeneß |

## Statistiche

### Statistiche di squadra
| Competizione      | Punti | In casa | In casa | In casa | In casa | In casa | In casa | In trasferta | In trasferta | In trasferta | In trasferta | In trasferta | In trasferta | Totale | Totale | Totale | Totale | Totale | Totale | DR  |
| Competizione      | Punti | G       | V       | N       | P       | Gf      | Gs      | G            | V            | N            | P            | Gf           | Gs           | G      | V      | N      | P      | Gf     | Gs     | DR  |
| ----------------- | ----- | ------- | ------- | ------- | ------- | ------- | ------- | ------------ | ------------ | ------------ | ------------ | ------------ | ------------ | ------ | ------ | ------ | ------ | ------ | ------ | --- |
| Bundesliga        | 50    | 17      | 13      | 3       | 1       | 50      | 18      | 17           | 8            | 5            | 4            | 29           | 20           | 34     | 21     | 8      | 5      | 79     | 38     | +41 |
| Coppa di Germania | -     | 2       | 2       | 0       | 0       | 2       | 0       | 4            | 3            | 0            | 1            | 13           | 3            | 6      | 5      | 0      | 1      | 15     | 3      | +12 |
| Coppa delle Coppe | -     | 4       | 3       | 1       | 0       | 10      | 2       | 4            | 2            | 0            | 2            | 5            | 7            | 8      | 5      | 1      | 2      | 15     | 9      | +6  |
| Totale            | 50    | 23      | 18      | 4       | 1       | 62      | 20      | 25           | 13           | 5            | 7            | 47           | 30           | 48     | 31     | 9      | 8      | 109    | 50     | +59 |

### Andamento in campionato
| Giornata  | 1 | 2 | 3 | 4 | 5 | 6 | 7 | 8 | 9 | 10 | 11 | 12 | 13 | 14 | 15 | 16 | 17 | 18 | 19 | 20 | 21 | 22 | 23 | 24 | 25 | 26 | 27 | 28 | 29 | 30 | 31 | 32 | 33 | 34 |
| --------- | - | - | - | - | - | - | - | - | - | -- | -- | -- | -- | -- | -- | -- | -- | -- | -- | -- | -- | -- | -- | -- | -- | -- | -- | -- | -- | -- | -- | -- | -- | -- |
| Luogo     | T | C | T | C | C | T | C | T | C | T  | C  | T  | C  | T  | C  | T  | C  | C  | T  | C  | T  | T  | C  | T  | C  | T  | C  | T  | C  | T  | C  | T  | C  | T  |
| Risultato | V | V | V | V | V | V | P | V | V | N  | N  | P  | N  | P  | V  | V  | V  | N  | P  | V  | N  | V  | V  | N  | V  | N  | V  | P  | V  | N  | V  | V  | V  | V  |
| Posizione | 1 | 1 | 1 | 1 | 1 | 1 | 1 | 1 | 1 | 1  | 1  | 1  | 1  | 1  | 1  | 1  | 1  | 1  | 1  | 1  | 1  | 1  | 1  | 1  | 1  | 1  | 1  | 1  | 1  | 1  | 1  | 1  | 1  | 1  |

Legenda:

Luogo: C = Casa; T = Trasferta. Risultato: V = Vittoria; N = Pareggio; P = Sconfitta.

### Statistiche dei giocatori
!! colspan="4" | Totale

| Giocatore      | Bundesliga | Bundesliga | Bundesliga  | Bundesliga | Coppa di Germania | Coppa di Germania | Coppa di Germania | Coppa di Germania | Coppa delle Coppe K. Augenthaler | Coppa delle Coppe K. Augenthaler | Coppa delle Coppe K. Augenthaler | Coppa delle Coppe K. Augenthaler | 32       | 5    | 7           | 0          | 6 | 1 | 0 | 0 | 8 | 1 | 0 | 0 | 46 | 7 | 7 | 0 |
| Giocatore      | Presenze   | Reti       | Ammonizioni | Espulsioni | Presenze          | Reti              | Ammonizioni       | Espulsioni        | Presenze                         | Reti                             | Ammonizioni                      | Espulsioni                       | Presenze | Reti | Ammonizioni | Espulsioni |   |   |   |   |   |   |   |   |    |   |   |   |
| R. Aumann      | 20         | 0          | 0           | 0          | 2                 | 0                 | 0                 | 0                 | 2                                | 0                                | 0                                | 0                                | 24       | 0    | 0           | 0          |   |   |   |   |   |   |   |   |    |   |   |   |
| B. Beierlorzer | 12         | 0          | 0           | 0          | 2                 | 0                 | 1                 | 0                 | 2                                | 0                                | 0                                | 0                                | 16       | 0    | 1           | 0          |   |   |   |   |   |   |   |   |    |   |   |   |
| K. Del'Haye    | 0          | 0          | 0           | 0          | 0                 | 0                 | 0                 | 0                 | 3                                | 0                                | 0                                | 0                                | 3        | 0    | 0           | 0          |   |   |   |   |   |   |   |   |    |   |   |   |
| W. Dremmler    | 29         | 1          | 5           | 0          | 5                 | 0                 | 2                 | 1                 | 7                                | 0                                | 0                                | 0                                | 41       | 1    | 7           | 1          |   |   |   |   |   |   |   |   |    |   |   |   |
| B. Dürnberger  | 20         | 2          | 1           | 0          | 0                 | 0                 | 0                 | 0                 | 4                                | 0                                | 0                                | 0                                | 24       | 2    | 1           | 0          |   |   |   |   |   |   |   |   |    |   |   |   |
| N. Eder        | 34         | 2          | 2           | 0          | 6                 | 0                 | 0                 | 0                 | 8                                | 0                                | 0                                | 0                                | 48       | 2    | 2           | 0          |   |   |   |   |   |   |   |   |    |   |   |   |
| A. Förster     | 0          | 0          | 0           | 0          | 0                 | 0                 | 0                 | 0                 | 0                                | 0                                | 0                                | 0                                | 0        | 0    | 0           | 0          |   |   |   |   |   |   |   |   |    |   |   |   |
| W. Grobe       | 3          | 1          | 0           | 0          | 0                 | 0                 | 0                 | 0                 | 0                                | 0                                | 0                                | 0                                | 3        | 1    | 0           | 0          |   |   |   |   |   |   |   |   |    |   |   |   |
| H. Grünwald    | 0          | 0          | 0           | 0          | 0                 | 0                 | 0                 | 0                 | 1                                | 0                                | 0                                | 0                                | 1        | 0    | 0           | 0          |   |   |   |   |   |   |   |   |    |   |   |   |
| D. Hoeneß      | 20         | 7          | 2           | 0          | 4                 | 3                 | 1                 | 0                 | 7                                | 2                                | 0                                | 0                                | 31       | 12   | 3           | 0          |   |   |   |   |   |   |   |   |    |   |   |   |
| L. Kögl        | 27         | 1          | 1           | 0          | 5                 | 0                 | 0                 | 0                 | 7                                | 1                                | 0                                | 0                                | 39       | 2    | 1           | 0          |   |   |   |   |   |   |   |   |    |   |   |   |
| S. Lerby       | 28         | 11         | 7           | 0          | 6                 | 2                 | 1                 | 0                 | 6                                | 0                                | 0                                | 0                                | 40       | 13   | 8           | 0          |   |   |   |   |   |   |   |   |    |   |   |   |
| B. Martin      | 8          | 0          | 0           | 0          | 2                 | 0                 | 0                 | 1                 | 1                                | 0                                | 0                                | 0                                | 11       | 0    | 0           | 1          |   |   |   |   |   |   |   |   |    |   |   |   |
| R. Mathy       | 24         | 7          | 1           | 0          | 3                 | 1                 | 0                 | 0                 | 3                                | 0                                | 0                                | 0                                | 30       | 8    | 1           | 0          |   |   |   |   |   |   |   |   |    |   |   |   |
| L. Matthäus    | 33         | 16         | 3           | 0          | 6                 | 0                 | 1                 | 0                 | 5                                | 1                                | 0                                | 1                                | 44       | 17   | 4           | 1          |   |   |   |   |   |   |   |   |    |   |   |   |
| N. Nachtweih   | 25         | 3          | 4           | 0          | 4                 | 2                 | 0                 | 0                 | 6                                | 1                                | 0                                | 0                                | 35       | 6    | 4           | 0          |   |   |   |   |   |   |   |   |    |   |   |   |
| J. Pfaff       | 14         | 0          | 0           | 0          | 4                 | 0                 | 0                 | 0                 | 6                                | 0                                | 0                                | 0                                | 24       | 0    | 0           | 0          |   |   |   |   |   |   |   |   |    |   |   |   |
| H. Pflügler    | 17         | 2          | 2           | 0          | 4                 | 0                 | 0                 | 0                 | 4                                | 2                                | 0                                | 0                                | 25       | 4    | 2           | 0          |   |   |   |   |   |   |   |   |    |   |   |   |
| M. Rummenigge  | 24         | 5          | 1           | 0          | 5                 | 2                 | 0                 | 0                 | 6                                | 2                                | 0                                | 0                                | 35       | 9    | 1           | 0          |   |   |   |   |   |   |   |   |    |   |   |   |
| M. Schwabl     | 0          | 0          | 0           | 0          | 0                 | 0                 | 0                 | 0                 | 0                                | 0                                | 0                                | 0                                | 0        | 0    | 0           | 0          |   |   |   |   |   |   |   |   |    |   |   |   |
| U. Tütüneker   | 0          | 0          | 0           | 0          | 0                 | 0                 | 0                 | 0                 | 0                                | 0                                | 0                                | 0                                | 0        | 0    | 0           | 0          |   |   |   |   |   |   |   |   |    |   |   |   |
| H. Willmer     | 29         | 3          | 0           | 0          | 6                 | 1                 | 0                 | 0                 | 7                                | 0                                | 0                                | 0                                | 42       | 4    | 0           | 0          |   |   |   |   |   |   |   |   |    |   |   |   |
| R. Wohlfarth   | 32         | 12         | 3           | 0          | 5                 | 3                 | 0                 | 0                 | 5                                | 4                                | 0                                | 0                                | 42       | 19   | 3           | 0          |   |   |   |   |   |   |   |   |    |   |   |   |